# Els tres tambors
Els tres tambors és una cançó popular molt estesa per tot el territori de parla catalana; té un engrescador ritme de marxa, que està potenciat per la reiteració onomatopèica del so del tambor. Pot ser d'origen provençal. També és una irònica història amorosa, en què el més petit dels "tres tambors que venen de la guerra", finalment, rebutja l'amor de "la filla del bon rei". Fou una cançó molt cantada durant les carlinades a Catalunya i molt popular entre les files de les forces carlines catalanes, ja que entenien que la "filla del bon rei" que rebutjava el tamboriner era Isabel II d'Espanya
Fruit de la seva popularitat, diversos compositors n'han fet versions i arranjaments musicals, com ara la de Josep Martí, l'harmonització per a cor d'Amadeu Vives o la glosa per a cobla de Joaquim Serra. També, durant la Guerra Civil espanyola, l'escultor Miquel Paredes s'inspirà en la cançó per crear la figura d'"El més petit de tots", el nen milicià amb la senyera a una mà i el puny alçat que es convertí en una icona del catalanisme popular que lluità contra els facciosos en la campanya que desplegà el Comissariat de propaganda de la Generalitat de Catalunya.
Les cançons populars, segons Oriol Martorell, s'han anat creant anònimament segons les circumstàncies i costums de cada moment. S'han anat transmetent oralment de generació en generació fins que, davant de noves modes i nous tipus de vida i cultura, van començar a oblidar-se i a perdre's. Malgrat això, a partir de la Renaixença catalana, alguns historiadors, literats i músics van intentar recollir-les, estudiar-les, revaloritzar-les i fer-les conèixer de nou.
La música tradicional és un dels aspectes més distintius del tarannà artístic d'un determinat poble o grup ètnic i cultural. Les nostres cançons responen i tradueixen les essències més íntimes de l'esperit musical català i per això en els nostres temps no ens ha estat difícil tornar-les a sentir.